# Ailill Corrach mac Flainn
Ailill Corrach mac Flainn (mort en 741) est un roi d'Uí Failghe, un peuple du Laigin dans le Comté d'Offaly, qui règne entre 714 et 741.

## Contexte
Ailill Corrach, dont le surnom Corrach signifie « Instable », est le premier des  nombreux fils de Fland Dá Chongal, un précédent souverain, à accéder au trône. Il n'est pas né de l'une des trois épouses identifiées du roi. La « Liste de Rois » du Livre de Leinster ne lui attribue qu'un règne de 18 années, au cours duquel quatre de ses frères ou demi-frères sont tués lors de la bataille d'Áth Senaig, en 738, lorsque les « Hommes du  Leinster » sont écrasés par l'Ard ri Erenn Áed Allán. 
Selon les Annales d'Ulster, Ailill est tué en 741 mais les circonstances de sa mort ne sont pas précisées. Il a comme successeur son demi-frère : Flaithnia mac Flainn.

## Sources
- (en) Gearóid Mac Niocaill, Ireland before Vikings, Dublin, Gill & Macmillan, 1972
- (en) Francis John Byrne, Irish Kings and High-Kings, Dublin, Courts Press History Classics, 2001 (ISBN 1-851-82-196-1).